# Рыжий таракан
Ры́жий тарака́н, или пруса́к (лат. Blattella germanica) — вид тараканов из семейства Ectobiidae. Широко распространённый синантропный организм. Ведёт преимущественно ночной образ жизни.

## Стадии развития
Как и все тараканы, прусак характеризуется неполным циклом развития. Имаго достигают длины 10—16 мм и окрашены в различные оттенки коричневого с двумя тёмными полосами на спинной стороне переднегруди. Обладает развитыми крыльями и способен к непродолжительному полёту (планированию), но не может летать долго. Самцы имеют более узкое тело, край брюшка клиновидный, последние его сегменты не прикрыты крыльями. У самок тело широкое, край брюшка округлый и прикрыт сверху крыльями.

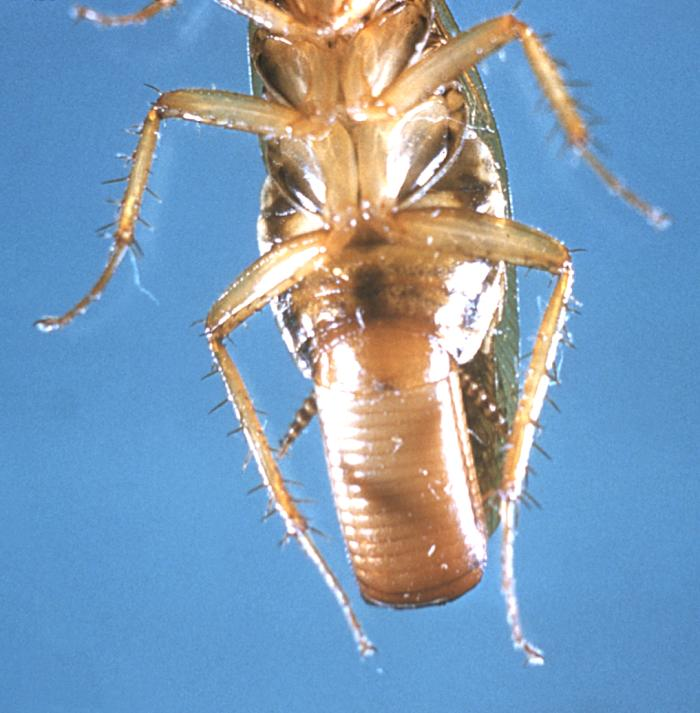
Оотека на брюшке самки таракана

Самки откладывают 30—40 яиц в оотеку — коричневую капсулу размерами до 8x3x2 мм. Оотеку тараканы носят на себе часто до тех пор, пока через 14—35 дней из яиц не вылупляются нимфы, которые отличаются от взрослых особей только отсутствием крыльев и, обычно, более тёмной окраской. Число линек, через которые нимфа превратится в имаго, варьирует, однако обычно равняется шести. Время, за которое это происходит, составляет около 60 дней.
Продолжительность жизни имаго — 20—30 недель. Одна самка за свою жизнь может произвести от четырёх до девяти оотек.

## Распространение
Родиной таракана является Южная Азия, в XVIII веке он был завезён в Европу и Северную Америку, где широко размножился в жилищах человека и значительно потеснил чёрного таракана. При понижении температуры ниже −5 C° таракан погибает, поэтому в холодном северном климате он может жить только в круглогодично отапливаемых помещениях.

## Питание

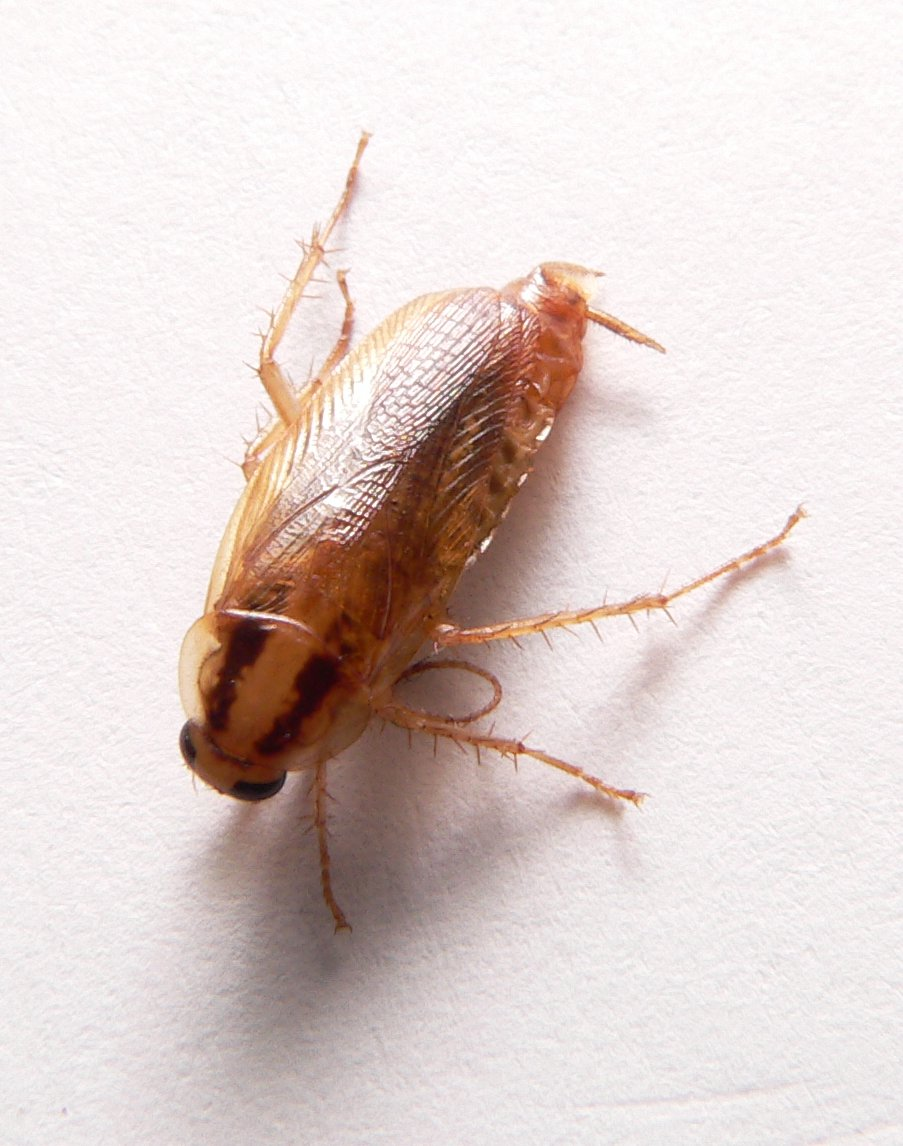
Самец рыжего таракана с крыльями

Рыжий таракан всеяден, питается как остатками человеческой пищи, так и (в случае её отсутствия) бумагой, тканями, кожей обуви или книжных переплётов и даже мылом.

## Взаимодействие с человеком

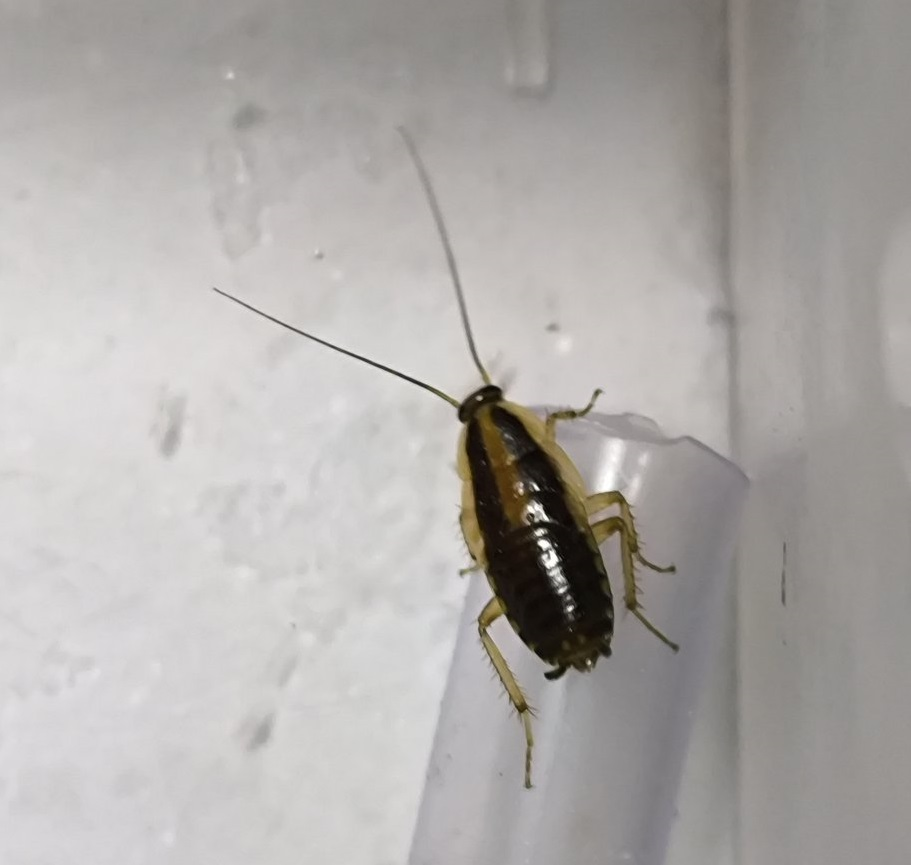
Нимфа

Большое количество разрушающихся хитиновых покровов, оставляемых тараканами при линьках, в некоторых случаях приводит к возникновению у людей аллергических реакций. Тараканы, контактируя как с отбросами, грязью, мусором, так и со свежими продуктами питания человека, предположительно могут становиться причиной распространения различных заболеваний, в особенности гастроэнтерита, диареи, дизентерии и т. д.
Меры борьбы с тараканами включают в себя устранение их возможной пищи и, в особенности, доступных для них источников воды. Разработаны и широко применяются различные инсектициды. Действенным методом борьбы с теплолюбивыми насекомыми, применяющимся до сих пор, является вымораживание помещения в холодное время года.

## Наименование: «прусак»
Наименование в просторечии «прусак» происходит от ошибочного мнения, что этот вид насекомых попал в Россию из Пруссии. В то же время в Германии и Чехии этих насекомых называли «русскими» (нем. Russen, чеш. Rus), полагая, что они были завезены из России. В противоположность рыжему таракану чёрных тараканов (Blatella orientalis) немцы и чехи называют «швабами» (нем. Schwaben, Schabe, чеш. Švábi). Однако большинство лингвистов считают, что это название связано с арабским словом «таракан», которое в русский язык пришло через тюркские языки.

## Происхождение
Согласно опубликованному в 2024 году исследованию биолога-эволюциониста из Гарвардского университета Цянь Таня, B. germanica произошёл от азиатского таракана где-то в Индии или Мьянме около 2100 лет назад. Насекомые впервые появились на Ближнем Востоке в обозах армий около 800 г., а достигли Европы около 1730 года на борту европейских колониальных кораблей.